# Carl Wilhelm Carlberg

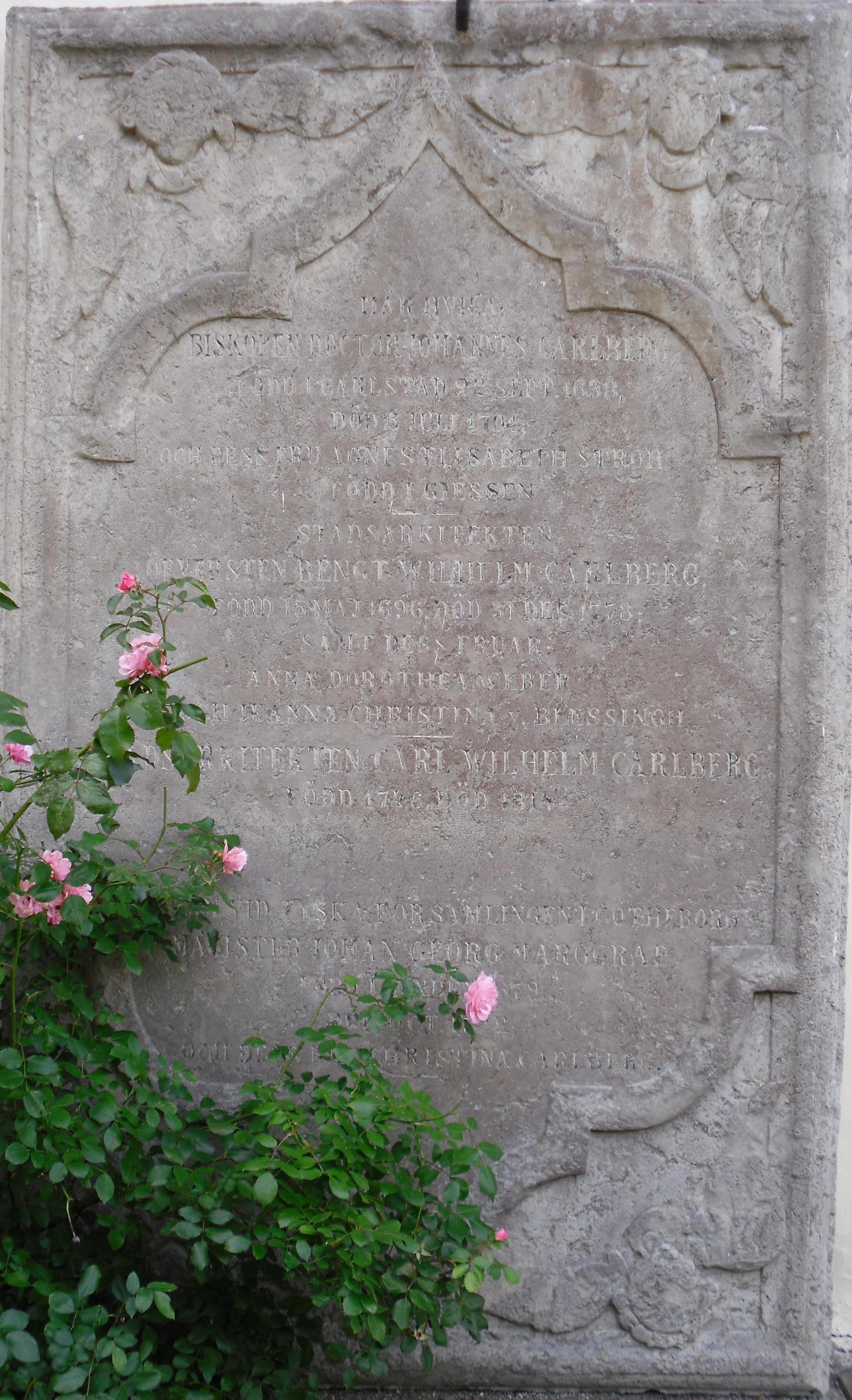
Carl Wilhelm Carlbergs familjegrav vid Örgryte gamla kyrka.

Carl Wilhelm Carlberg, född den 9 mars 1746 i Örgryte socken, död den 8 april 1814 i Göteborg, var en svensk arkitekt, fortifikationsofficer och Göteborgs första stadsarkitekt.
Släkten Carlberg har fått en gata i Göteborg uppkallad efter sig, Carlbergsgatan i stadsdelen Gårda. Uppfarten till Partille herrgård är uppkallad efter Carlberg och heter Carl Wilhelm Carlbergs Allé.

## Biografi
Carl Wilhelm Carlberg var son till Bengt Wilhelm Carlberg i dennes andra gifte med Jeanna Stina Carlberg, född Blaesinghs. Hans farbror Johan Eberhard Carlberg var under åren 1717–1727 Göteborgs första stadsingenjör och därefter stadsarkitekt i Stockholm under 45 år. Redan från mars 1763 kan man spåra Carl Wilhelm Carlbergs arbeten, då han i allt assisterade sin far i att rita och skriva rent kartor och handlingar. Hans första helt självständiga arbete anses vara "en durchsigtig port på nya bryggan (bron) över järnvågskanalen", vilket var en gallerport med rokokokartusch på överliggaren vid nuvarande Brunnsparken.
Den 24 november 1764 blev Carlberg volontär vid Göteborgs och Bohuslänska fortifikationsbrigaden, den 27 november 1765 konduktör vid den Finska Fortifikationsbrigaden och den 22 april 1766 konduktör vid Göteborgs och Bohuslänska brigaden.

### Göteborgs förste stadsarkitekt
Carlberg blev stadsarkitekt och ingenjör i Göteborg den 12 maj 1775 och därmed den förste innehavaren av stadsarkitekttjänsten i Göteborg. Magistraten bestämde hans årslön till 125 riksdaler samt 25 riksdaler till skrivarehjälp. Som vikarierande stadsarkitekt fungerade Carlbergs svåger Henric Liedin. Den 7 maj 1776 utsågs Carlberg till ledamot av Kungliga Vetenskaps- och Vitterhetssamhället i Göteborg. Han förordnades till löjtnant vid Göteborgs och Bohuslänska brigaden 12 augusti 1776.
Fram till 1777 ägnade sig Carlberg åt olika tjänsteärenden, såsom gatubelysning, kajanläggningar, kanal- och broarbeten. Ett förslag till en stadskällare vid Stora torget (Gustaf Adolfs torg) blev hans första stora byggnadsprojekt. År 1777 godkändes det av Gustav III, men kom aldrig att utföras.

### Den stora resan
Carl Wilhelm Carlberg hade en naturlig fallenhet för att teckna och rita. Denna gåva kom både hans militära och hans civila verksamhet till godo. Då Johan Alströmer planerade en längre resa i Europa 1776 med nationalekonomiskt syfte, valde han Carlberg som tecknare och följeslagare på resan. Såväl Alströmers som Carlbergs resa bekostades av Clas Alströmer och Carlberg uttryckte i ett par bevarade brev sin stora tacksamhet.
Den 21 mars 1777 fick Carlberg ett och ett halvt års ledighet från sitt arkitektämbete. Efter att ha förberett sig i Stockholm under fem veckor påbörjade han resan tillsammans med Alströmer i Göteborg den 30 maj 1777. Färden gick över Helsingör och Köpenhamn över Hamburg, Lübeck, Kassel, Frankfurt am Main, Heidelberg, Mainz och Köln till Aken och Spa, där man gjorde en veckas uppehåll. Resan gick sedan till Bryssel, Antwerpen, Amsterdam och Haag till London, dit man ankom den 24 oktober. Där gjordes utfärder bland annat till Kew och julaftonen firades i Oxford. Efter en tur i norra England var man den 18 januari 1778 tillbaka i London, där man tillbringade större delen av året.

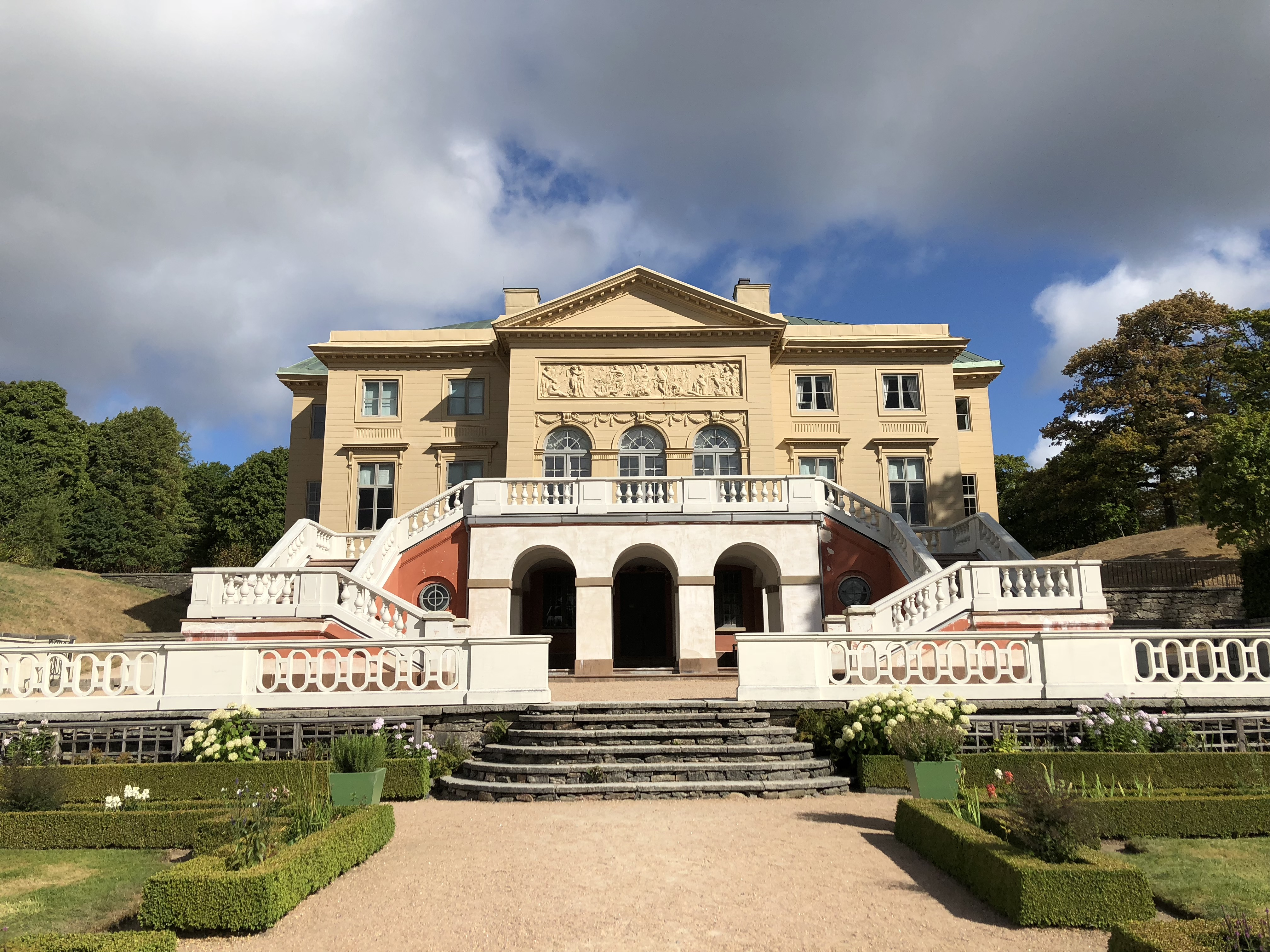
Gunnebo slott, påbörjat 1784, är ett komplett arkitektoniskt mästerverk av C. W. Carlberg.

Först i början av november kom man till Paris där man bland andra träffade Roslin och Sergel. Det var här den höga uppskattning av Carlberg grundlades, som arkitekt och konstnär, som Sergel senare i livet flera gånger gav livligt uttryck åt. Över Fontainebleau gick resan i maj 1779 till Lyon, Avignon och Nimes och i juni till Genève och Bern. Efter förlängd tjänstledighet för Carlberg kom man den 21 juli till Turin och över Milano, Parma, Bologna och Florens gick resan snabbt mot Rom. Ankomsten dit skedde den 1 november, men redan den 7 december var man i Neapel. Först den 1 mars 1780 var man tillbaka i Rom. Här dröjde man sig kvar en månad eftersom uppehållet skedde för "att lämna reskamraten Carlberg tid och tillfälle att få avteckna de monument, som han länge nog hade betraktat, men ännu ej börjat avrita; en konst i vilken han annars är en mästare".
Åter till Bologna och sedan till Venedig gick hemresan först till Wien, där senare delen av maj tillbringades. Därefter for man vidare över Prag och Dresden till Berlin dit ankomsten skedde den 5 juni 1781. Därifrån reste Alströmer själv hem till Sverige via Stralsund. Carlberg dröjde sig kvar i Berlin och Potsdam för att senare via Paris återkomma till Göteborg vid årsskiftet 1781–1782. Tidningen "Hvad Nytt?" omtalar i januari 1782, att löjtnant Carlberg från utrikes ort den 18 tagit in hos handelsman Wallerius på Kungsgatan. Nu började för Carlberg ett 32-årigt, så gott som oavbrutet arbetsliv, som till stora delar var en tillämpning av hans livs stora utlandsresa under fyra och ett halvt års tid.
Carlberg rapporterade från resan till Clas Alströmer om tekniska processer och landvinningar; metod för stenklyvning, reservoar för friskt vatten, en tegelbruksugn, en mycket väl inrättad köksspis och några väl byggda hus. Carlberg bidrog med omsorgsfulla ritningar av ett flaskglasbruk i Southwalk, en maskin för ratinering av kläde (att behandla ytan av ett tyg) från Abbeville, en mangel/press för behandling av siden från Lyon och en porslinsugn från Vicennes.

### Fortsatt verksamhet efter hemkomsten

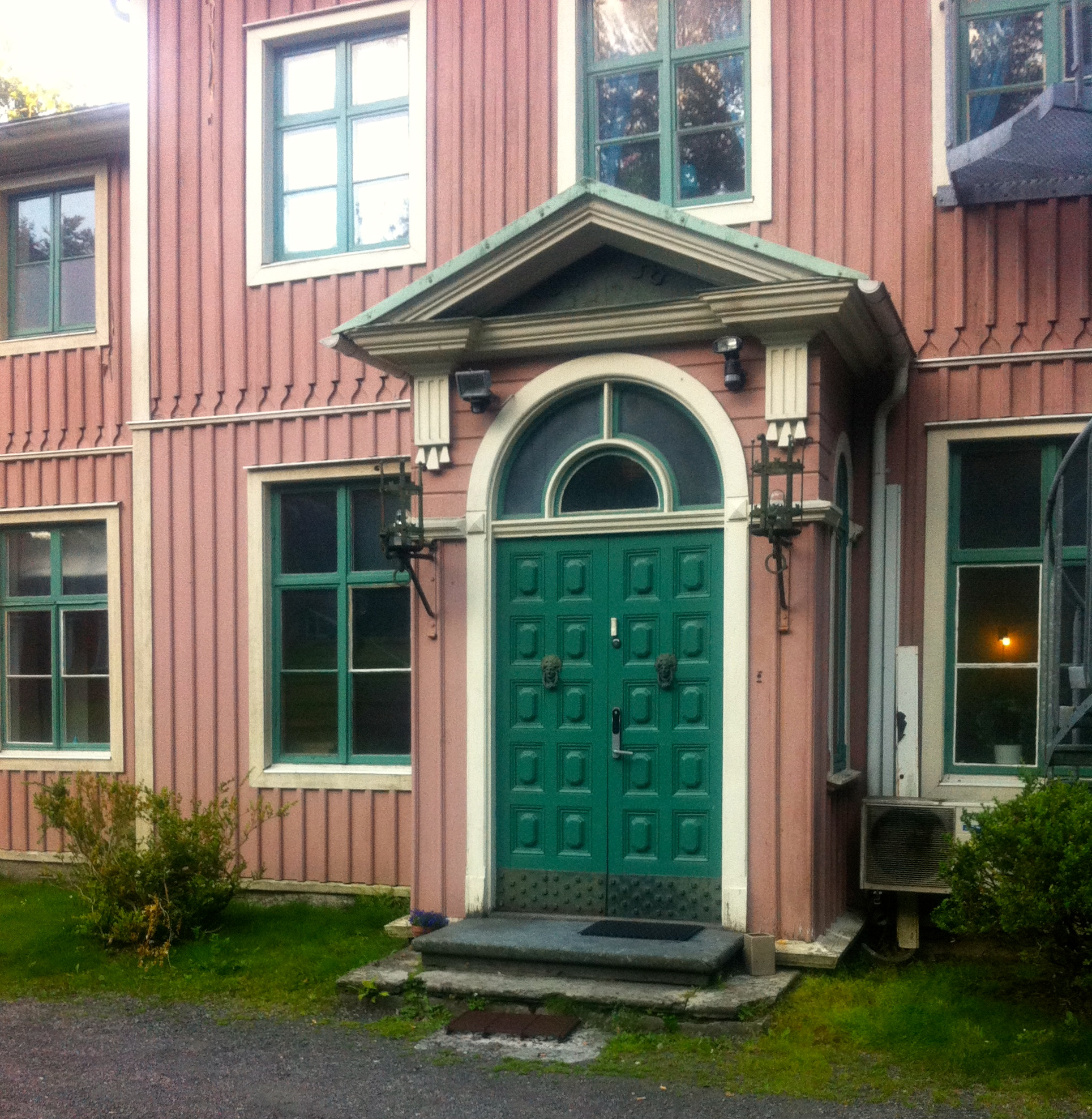
Den västra entrén till Villa Ellesbo.

Olika göromål hopade sig för Carlberg efter den långa bortavaron, i rollen som både stadens arkitekt och ingenjör. Löpande uppgifter beträffande tomt- och gatuarbeten, rörande exempelvis Lilla Edets sluss, Tjäruhovet, Masthuggstorget, Nya järnvågen, Fattighuset samt Sprut- och Tullhusen. Han ritade kartor och tekniska beskrivningar för det nya vattenledningsverket samt tappställen och fontäner. Dessa senare kom till utförande endast i mycket förenklade former. Carlberg ritade 1787 en fontän i trä vid Kungsporten, uppförd som ett provisorium för den kommande vattenledningen från Kallebäcks källa. En serie av mindre skulpturer till fontänen utfördes av den italienske skulptören Gioacchino Frulli (1697–1787).
Francisco de Miranda som var på besök i Sverige träffade Carlberg på Gunnebo slott den 30 november 1787 och Miranda skriver om sitt intryck av arkitekten;
| ” | Jag fann hans och min uppfattning stämde överens såtillvida, att Palladio är den förnämste bland de moderna arkitekterna, att hans främsta verk är rotundan i Capra, att Borromini är den sämste etc. Han förefaller mig vara en synnerligen intelligent man med gott omdöme. | „ |

Han återkom 1810 med ett nytt förslag med likartad utformning, men som skulle utföras i "skotsk sandsten eller, såvitt sandsten ej kunde erhållas, i ek". Den permanenta fontänen uppfördes 1812–13: "tänkt av sandsten, beslutad av ek, men uppförd av furu!"  Han ritade även vattenreservoaren vid Kungsportsplatsen som uppfördes 1797 och revs 1899.
Carl Wilhelm Carlberg ritade bland annat Göteborgs tredje domkyrka år 1804, Gunnebo slott, Chalmerska huset, den södra utbyggnaden, och altaruppsatsen i Örgryte gamla kyrka. På Örgryte kyrkogård har Carlberg ritat gravvården över sin innerligt avhållne sju år yngre systerson, rådmannen A.B. Ekebom, som dog 1803.
Carlberg ritade även Borgerskapets kasern (1793-1799) som uppfördes för Garnisonsregementet i Göteborg. Utöver detta skapade han även Mariakyrkan, kallad "Fattighuskyrkan", Tyghuset på Magasinsgatan, Villa Ellesbo (1795–96), Lunnagården (1799–1801) och Ahlbergska huset samt påbyggnaden av Landshövdingeresidenset i Göteborg liksom gårdsbyggnaderna vid Göteborgs rådhus är Carl Wilhelm Carlbergs arbeten. Han medverkade vid uppförandet av Partille herrgård såväl före som efter sin långa utlandsresa.
En rad privathus längs Södra Hamngatan har också ritats av Carl Wilhelm Carlberg. 
Exempel på detta är hus för följande personer: Andrén, M. Faust (1776) 2 R:40, S. Aurell (1782), L. Kåhre (1782), John Smith/Schmitt (1783/1785) 4 R:108 - från 15 maj 1820 i William Gibsons ägo, Svebelius (1783), N. Gode (1783) 2 R:54-55, B. Carlberg (1784) 7 R:81, J. Hammarstedt (1784) 3 R:62, Holterman (1785) 4 R:104, H. Södergren (1785) 3 R:71, J. Uddström (1788) 6 R:39, B. Wohlfart (1793-94) 5 R:15, Plack (1805–07) 4 R:35-37 och Kleberg (1810) samt hus på Björnbergska tomten 5 R:56.

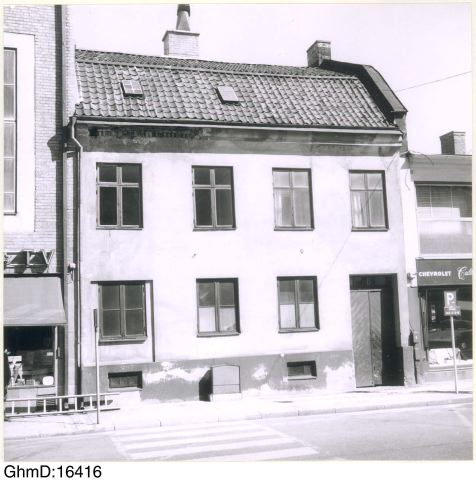
Kaserntorget 8, som huset såg ut i april 1960. Foto av Harald Widéen.
Bildsamlingen vid Göteborgs stadsmuseum.

Som stadsarkitekt utförde Carlberg 1792 typritningar för stenhus i två våningar för hantverkare. Det finns några relativt välbevarade exempel på dessa hus, som uppfördes längs de mindre tvärgatorna innanför vallgraven; Kyrkogatan 33 från cirka 1794, Kaserntorget 8 från 1805 och Vallgatan 25 från 1806 samt Kyrkogatan 20-22 från 1813-1814.
Carl Wilhelm Carlberg utnämndes till kapten vid 2:a brigaden eller Västgötabrigaden den 25 oktober 1782. Den 4 februari 1804 godkände magistraten i Göteborg att Carlberg skulle få anställa en stadsingenjör, där kommissionslantmätaren Herman Hallberger (1758–1851) blev utsedd den 18 februari samma år.
Carlberg gav 1792 ut Tankar om byggnadssättet i Götheborg, yttrade i anledning af den sidsta eldswådan den 2 och 3 martii 1792. Jämte omkostnads-förslager, til jämförelse imellan sten- reveterad korszwercks- och trä-byggnad; samt anmärkningar wid ritningen : och förslaget til stenhuset.
Skriften kom till på grund av den stora eldsvådan i Göteborg, natten mellan den 2 och 3 mars 1792, då elden kom lös på baksidan av snickare J.H. Lohmans hus i 3:e kvarteret, 4:e roten vid Drottninggatan mellan Brunnsparken, Östra Hamngatan och Vallgraven. Under 15 timmar ödelades 110 hus på 99 tomter i 3:e kvarteret, bland andra sockerbruket vid Brunnsparken. Fyra personer omkom och 600 familjer blev hemlösa. Lohman fick böta 73 riksdaler och 16 skilling, medan skadorna värderades till 50 tunnor guld. Stadsarkitekten fick nu en något brutal hjälp i sin propaganda för stenhusbyggande, vilket framgår i skriften. I sina förord påpekar Carlberg att redan efter eldsvådorna 1746 och 1758 i flera kungliga brev "all Träbyggnad här i Staden blifwit förbuden" och klagar över bristen på "friwillig Lydnad". Han bemöter även den inflytelserika grosshandlaren B. Wohlfahrt "som hufwudsakeligen innehåller föreställningar om swårigheten at bygga af Sten här i Staden, och anhållan, at efter behag få bygga, antingen af Sten och Korsswerck, eller af Trä."

### Samlingen på Röhsska konstslöjdmuseet
En samling arkitekturritningar och skisser av Carl Wilhelm Carlberg, förvärvades 1964 av Röhsska konstslöjdmuseet genom anslag från Göteborgs stad. Bladen är i huvudsak tillkomna under Carlbergs utländska studieresa 1777–82. Samlingen innehades av bibliotekarien och Carlbergkännaren, filosofie doktor Arvid Bæckström, som 1916 kommit över bladen på en auktion i Marstrand. Ett urval av bladen visades på hösten 1966 i samband med museets jubileumsutställningar. Sviten fördelade sig efter länder och antal enligt följande: Frankrike 113, Italien 22, Tyskland 19, Belgien 5, Danmark 4, England 3, Holland 2, utlandet, ej identifierade 39 och Sverige 15. Totalt 222 blad.
Mestadels är formatet folioblad (37x23 cm), men ett annat vanligt format är 23x18,5 cm och minsta bladet mäter 16x9 cm. Carlberg använder sig ofta av båda sidorna på pappret och ritar med blyerts. Framför allt gravmonument och reliefer är laverade. Med hjälp av passare och linjal är vissa blad uppdelade i kvadratiska rutor på 24 mm. Påskrivna uppgifter angående färgsättningen förekommer. En upplysande "bildtext" finns på flertalet ritningar, skrivna med Carlbergs välvårdade och karakteristiska stil. Förenat med hans noggranna och säkra teckningsmaner röjer detta upphovsmannen, trots att varken namnteckning eller signatur återfinns på något av bladen.

## Fotogalleri

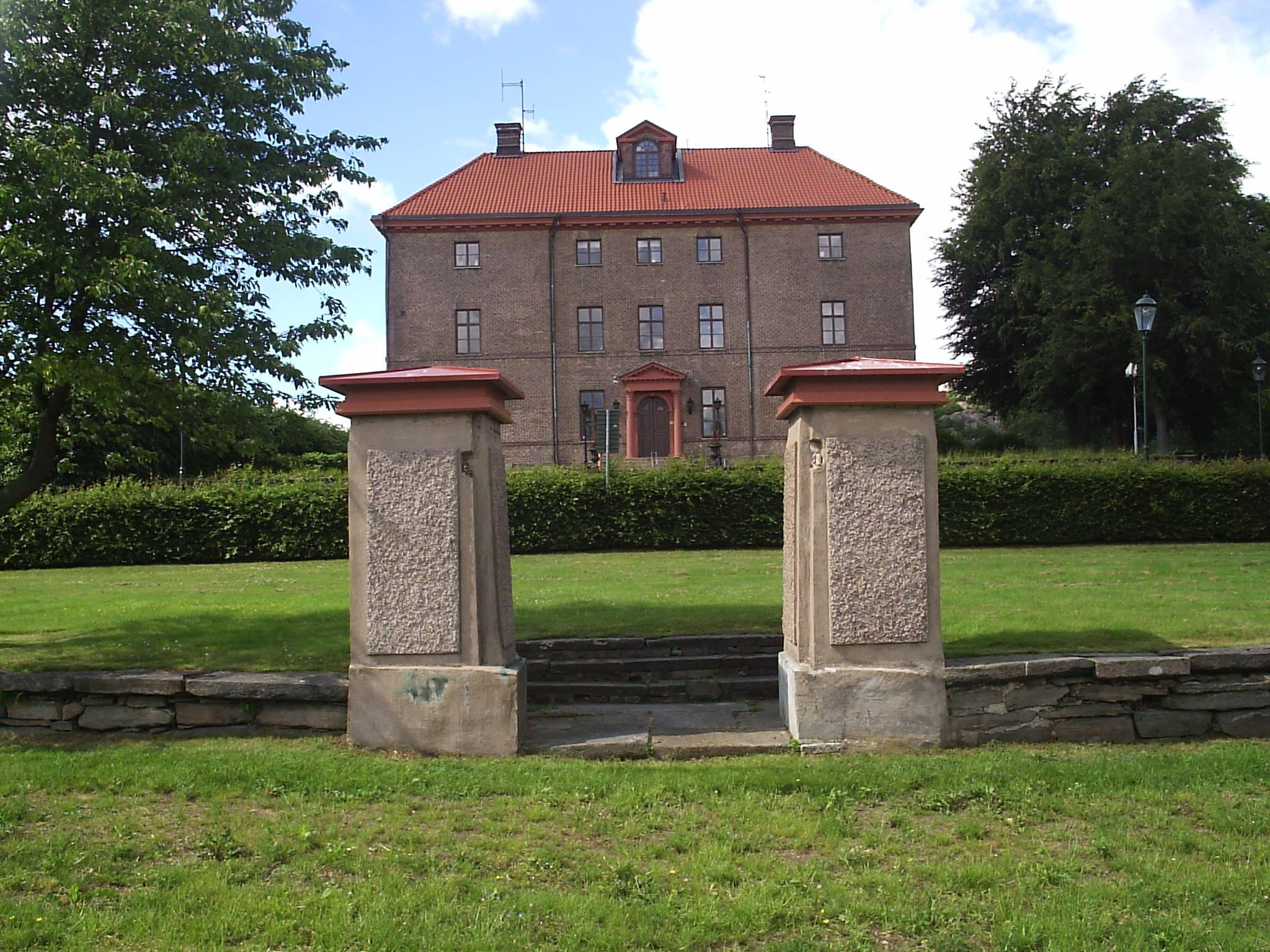
Partille herrgård påbörjad 1773 och inflyttningsklar 1780.
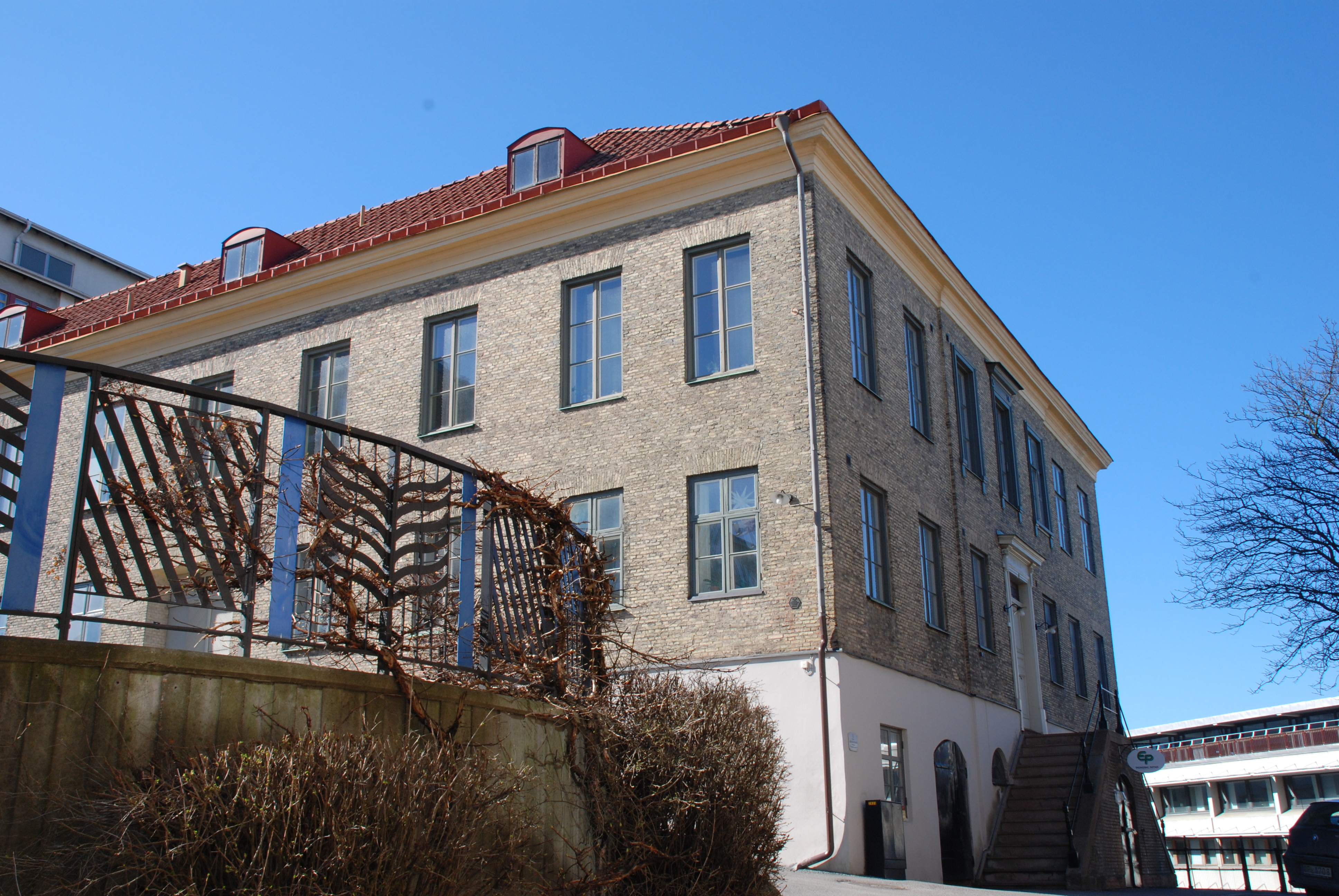
Ahlbergska huset vid Otterhällan ritades av Carlberg på 1780-talet.
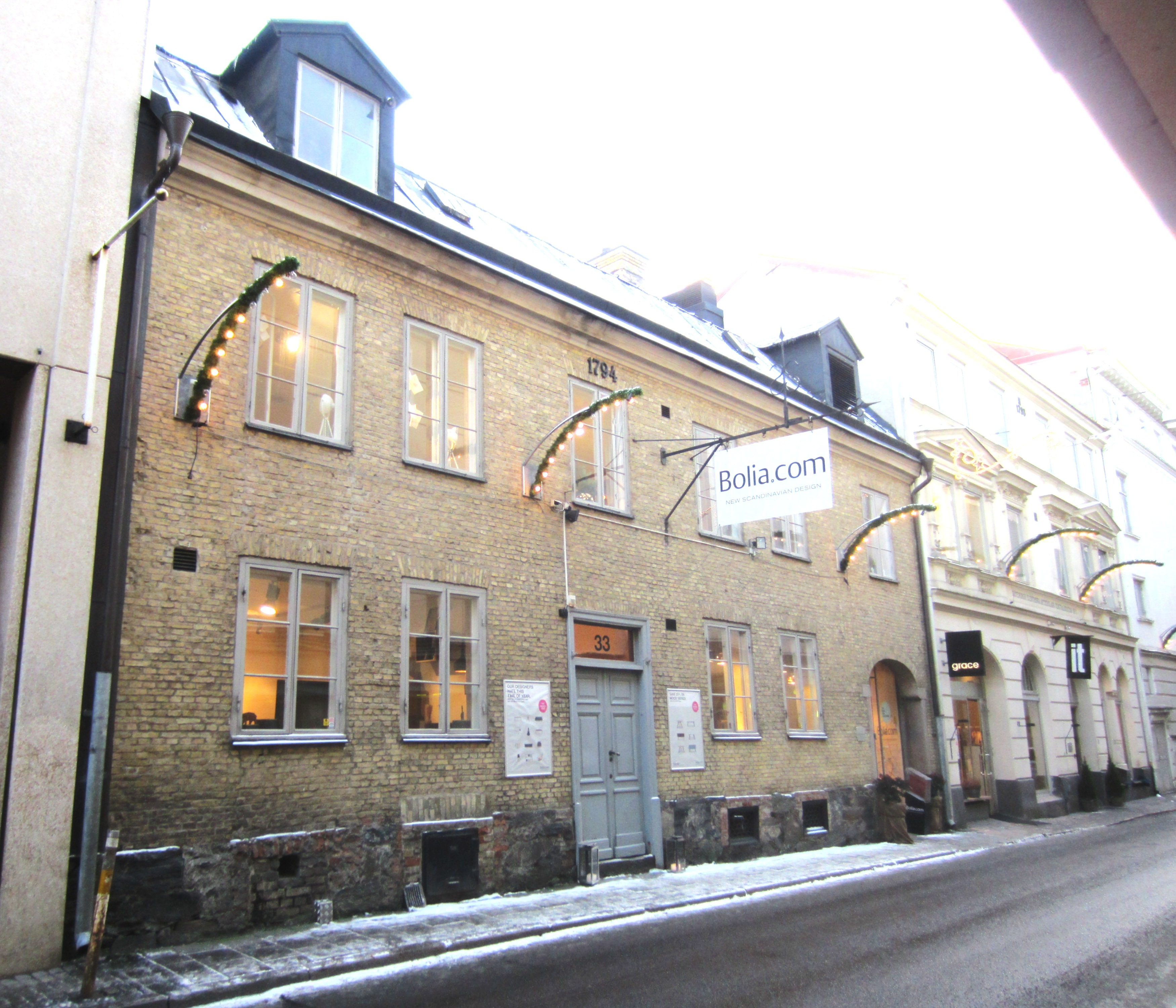
Kyrkogatan 33, byggt 1794, är ett av C. W. Carlbergs typhus för hantverkare.
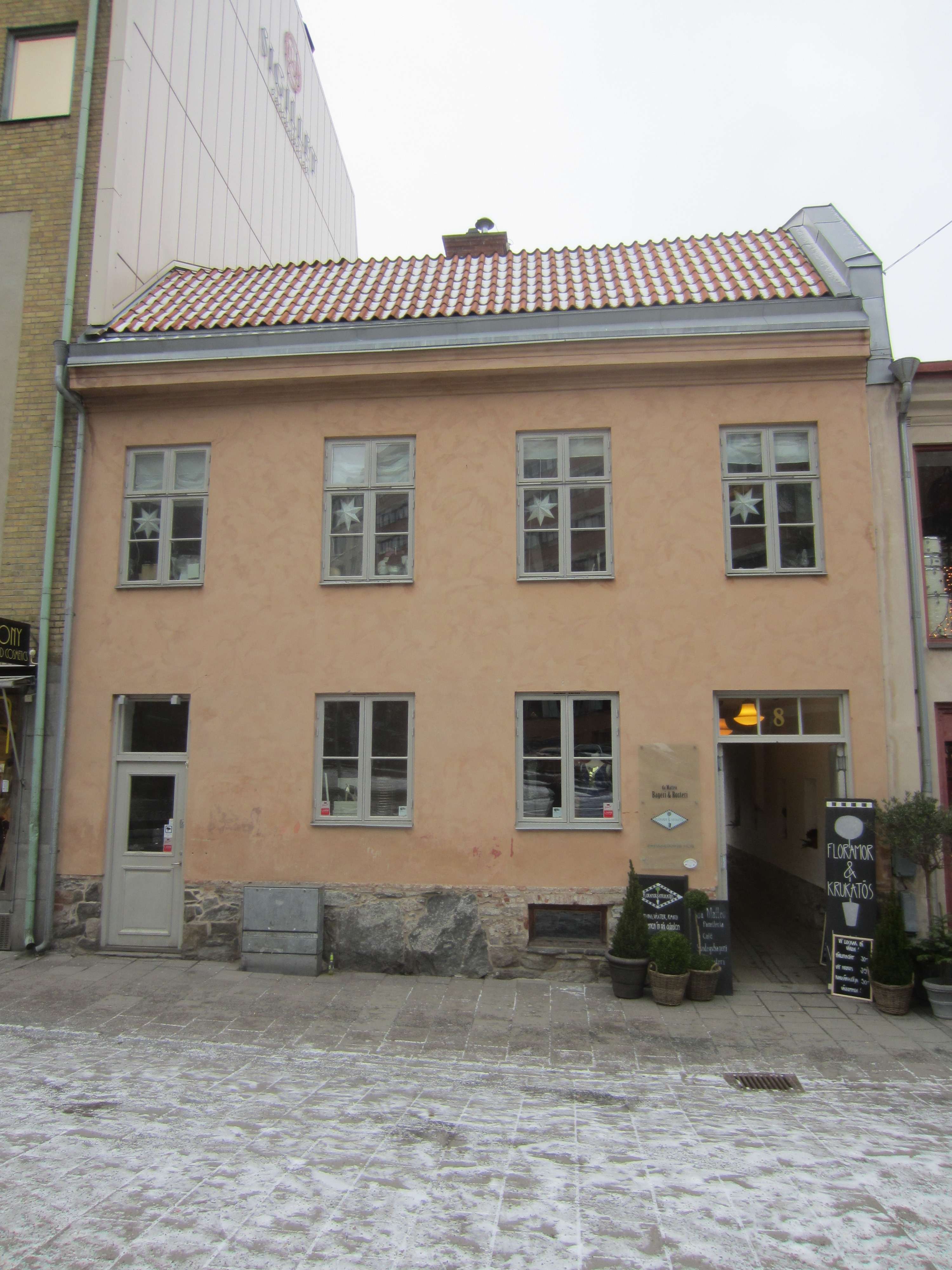
Kaserntorget 8, från 1805, är ett annat av Carl Wilhelm Carlbergs typhus i två våningar för hantverkare. Foto från januari 2013.
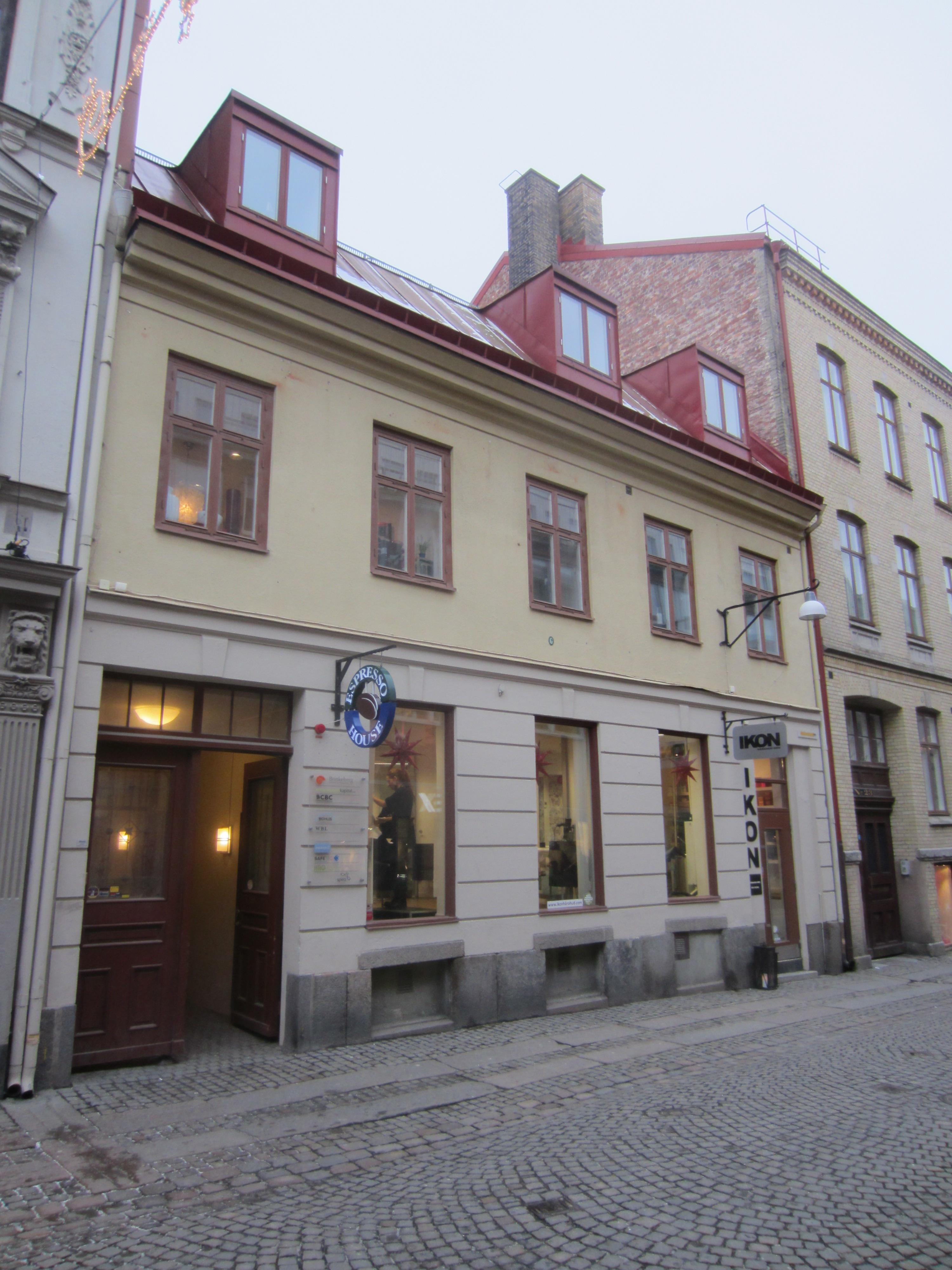
Vallgatan 25, från 1806, är ytterligare ett av Carlbergs typhus för hantverkare.
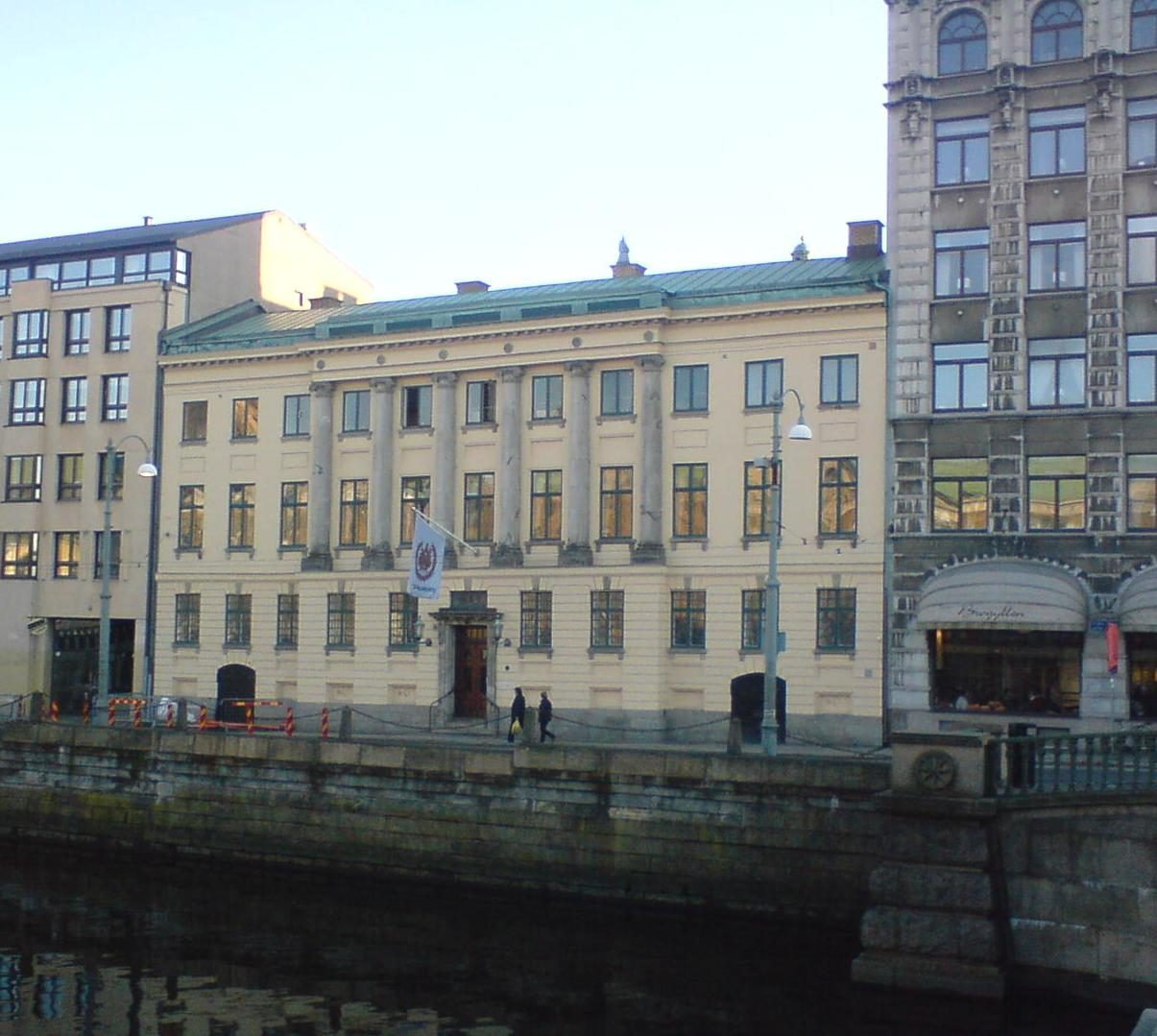
Chalmerska huset var färdigbyggt 1807.
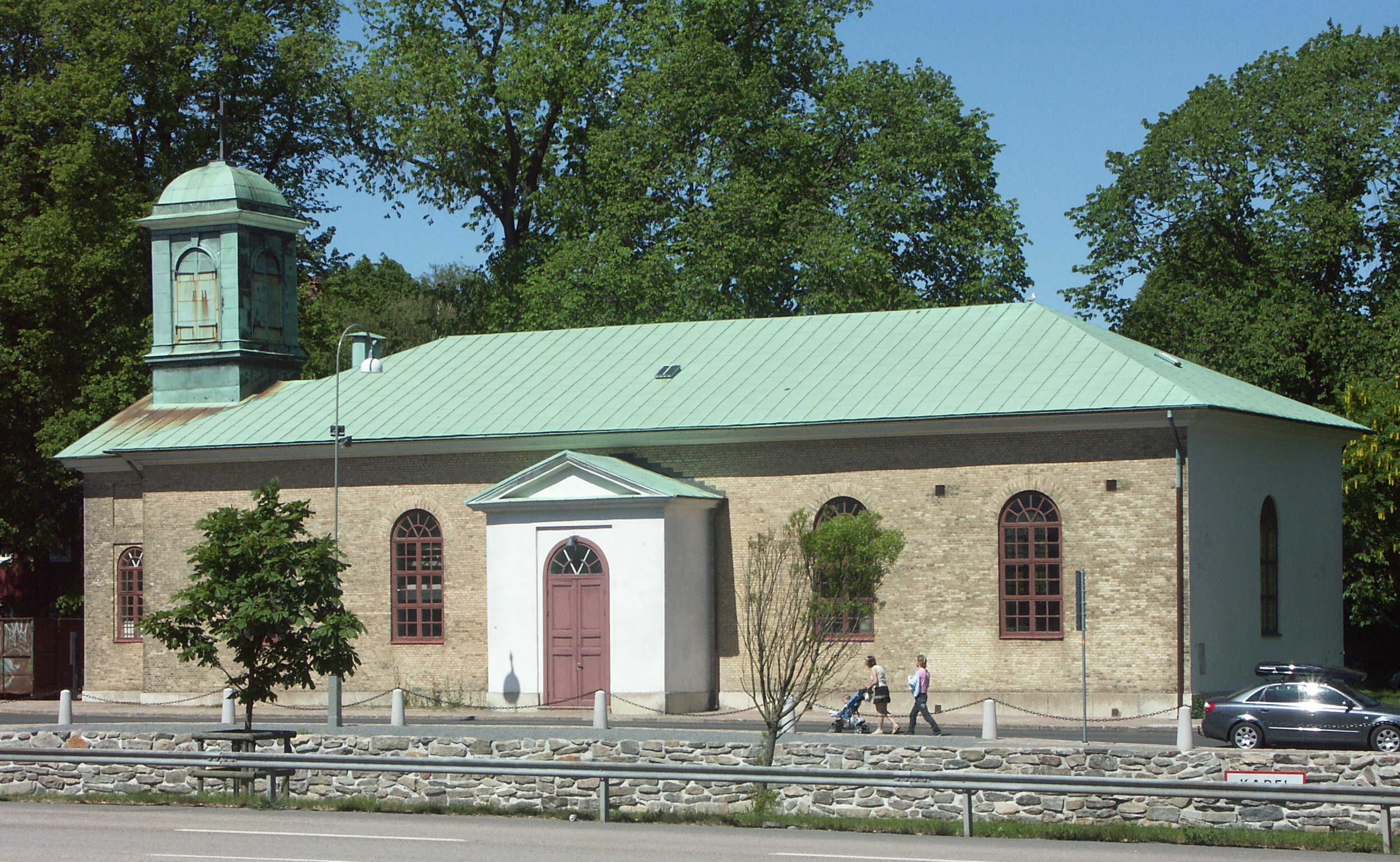
Mariakyrkan, ritad 1808, grundlagd 1812 och invigd 1815.
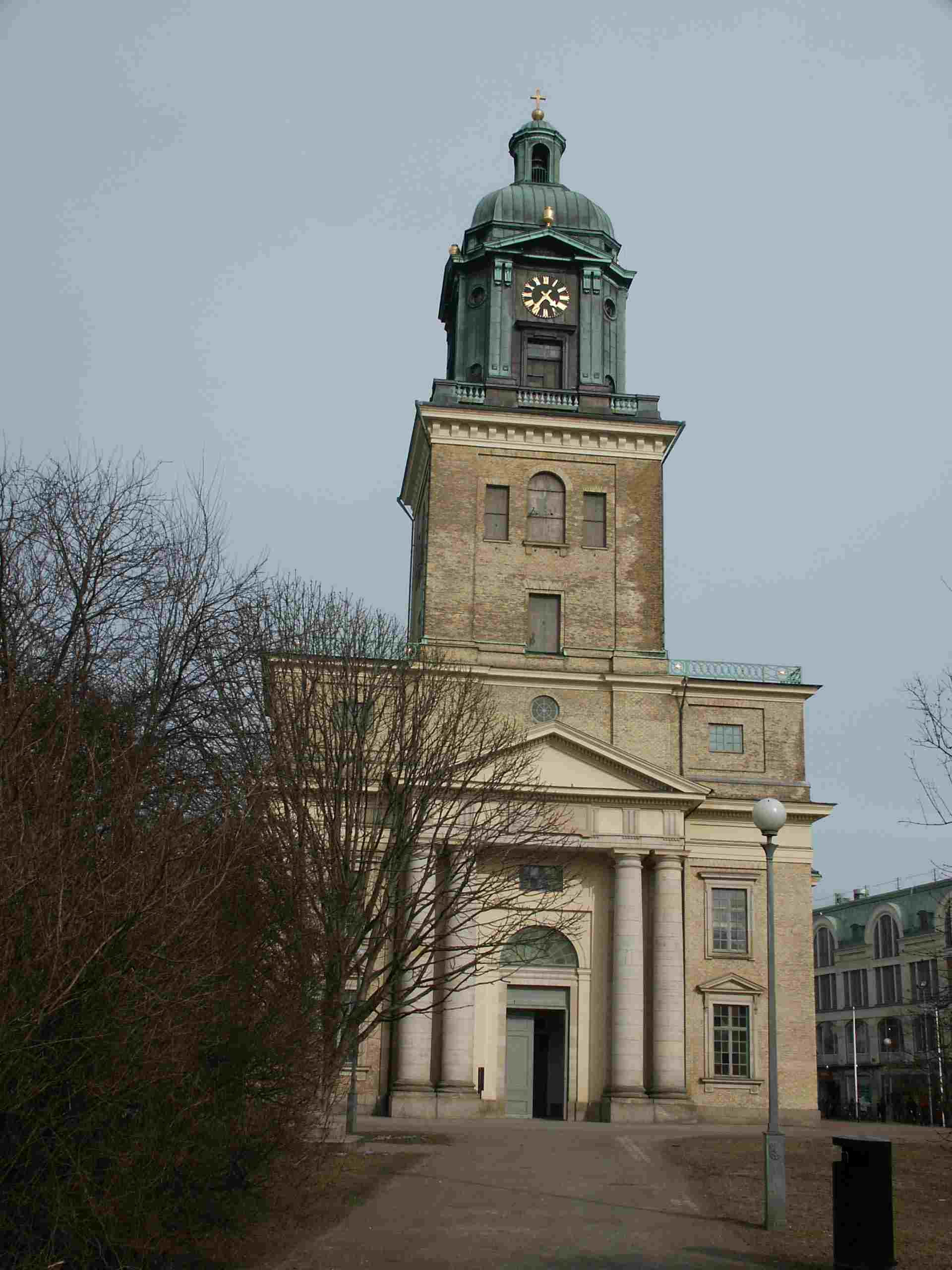
Göteborgs domkyrka, från väster. Kyrkan återinvigdes 1815 – året efter Carlbergs död.